# Lope Vázquez de Acuña
Lope Vázquez de Acuña (fallecido en 1447), I señor de Buendía y Azañón, fue un ricohombre portugués que vivió a finales del siglo XIV y comienzos del XV. Perteneciente a un importante linaje portugués, tras la crisis dinástica de Portugal de 1383-85, se asentó en Castilla en 1397, donde recibió de Enrique III los señoríos de Buendía (Cuenca) y Azañón (Guadalajara). Descienden de él los condes de Buendía.

## Vida y entorno familiar

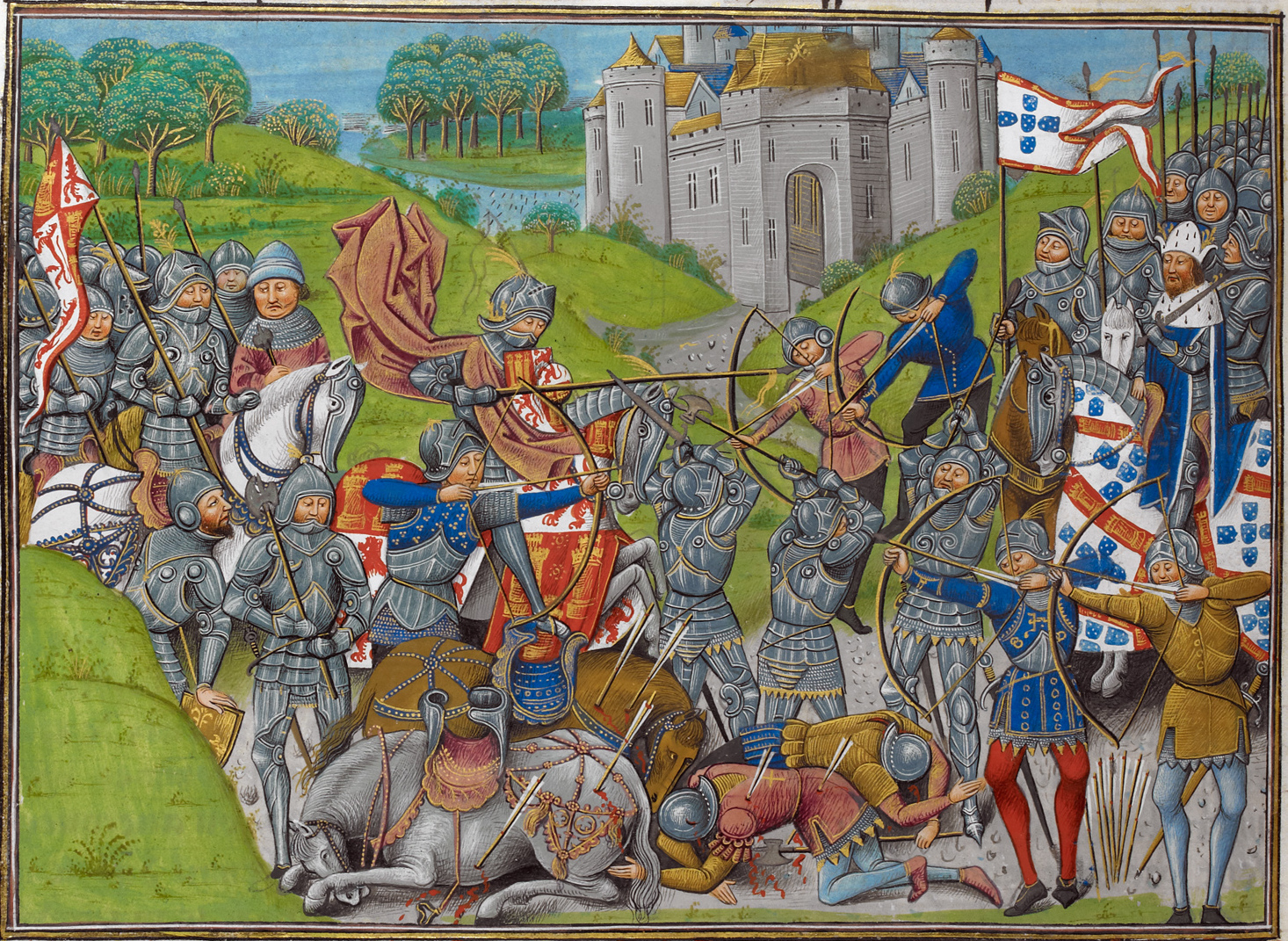
Batalla de Aljubarrota (1385)

Quinto hijo de Vasco Martínez de Acuña, señor de Cunha Alta y Tábua en Portugal, quien había liderado el partido nacionalista-legitimista durante la crisis dinástica en Portugal, y de su mujer Beatriz Lopes de Albergaria, hija de Lope Suárez de Albergaria y de su esposa Mencía Rodríguez de Meira.
Es miembro, por tanto, de un importante linaje portugués, que apoyó a los infante Juan y Dionisio de Portugal, hijos de Pedro I e Inés de Castro, frente a las pretensiones de su hermano bastardo Juan de Avís. Este finalmente consolida su posición en el trono tras las Cortes de Coímbra de 1385 y, en un primer momento, los Acuña se mantuvieron fieles al nuevo monarca, por lo que Lope Vázquez de Acuña fue uno de los nobles que participaron en la Batalla de Aljubarrota (agosto de 1385) como alférez mayor junto con sus hermanos Gil y Martín portando el Estandarte Real.
Sin embargo, debido a su enfrentamiento con Nuno Álvares Pereira, llamado el Santo Condestable, los hermanos Lope, Martín y Gil Vázquez de Acuña abandonaron Portugal en 1397 asentándose en la Castilla de Enrique III. De su hermano Martín Vázquez de Acuña, el primogénito, descienden los condes de Valencia de don Juan (León) y los duques de Osuna (Sevilla) y Escalona, grandes de España.
En recompensa al abandono de sus posesiones en Portugal, Lope recibió el 5 de noviembre de 1397 de Enrique III los señoríos de Buendía y Azañón en la Alcarría, afincándose en Cuenca donde se involucró en el gobierno municipal a través del ejercicio de cargos como el de regidor en 1417, Fiel Caballero de la Sierra en 1422-23 y Almotacén en 1443-44.
A través de su matrimonio con Teresa Carrillo y Albornoz, emparentó con una de las familias más importantes de la región, los Carrillo de Albornoz, hija de Gómez Carrillo y Castañeda, señor de Paredes y Ocentejo, alcalde mayor de los hijosdalgo de Castilla, alcalde mayor y entregador de Mestas y Cañadas, ayo de Juan II,y su mujer Urraca Álvarez de Albornoz, señora de Portilla, Valdejudíos y Navahermosa. El linaje de los Albornoz había establecido su panteón funerario en la Capilla de los Caballeros de la catedral de Cuenca, accediendo desde ella a unos aposentos palaciegos, hoy conocidos como casa de los capellanes, pendiente de restauración. Entre sus miembros destacan importantes personajes eclesiástico, como el hermano de Teresa, Alonso de Carrillo, cardenal de San Eustaquio, o el tío de su madre, el cardenal Gil Álvarez de Albornoz, cuyos padres, Garci Álvarez de Albornoz y Teresa de Luna, habían fundado la capilla funeraria de los caballeros en el siglo XIV. 
Pese a ello, la política patrimonial del linaje en el territorio conquense, se caracterizó por un paulatino detrimento debido al avance de los Mendoza, donde cabe destacar la figura de Diego Hurtado de Mendoza, II señor de Cañete, enfrentados a ellos en las luchas concejiles en Cuenca.
El 3 de agosto de 1446 estando en su villa de Portilla, redactaron su testamento a través del cual crearon dos mayorazgos: uno de las villas de Buendía y Paredes para su primogénito Pedro de Acuña y otro de las villas de Azañón y mitad de Valtablado para su otro hijo Lope Vázquez de Acuña. Para ello se sirvieron de la facultad real otorgada por Juan II en Berlanga el 10 de junio de 1446. 
Ambos cónyuges murieron en 1447, pues el 7 de septiembre de ese año se abrió y publicó en Cuenca su testamento a petición de su testamentario, su criado Fernando Yáñez de Escalona, canónigo de las iglesias de Cuenca y Cartagena. En él dispusieron ser enterrados en la capilla de Santa Catalina, que ellos mismos habían mandado construir junto al coro de la iglesia de Santa María de su villa de Buendía, que actualmente no se conservan, donde mandaron fundar también dos capellanías perpetuas. 

## Matrimonio y descendencia
De su matrimonio con Teresa Carrillo y Albornoz, señora de Paredes, Portilla y Valtablado, tuvo:
- Pedro Vázquez de Acuña y Albornoz,[11] que continúa la línea como señor de Buendía y Azañón, consiguiendo el título condal de Buendía[7] en 1465 por merced del infante Alfonso.[12]Guarda mayor y oficial del cuchillo de Juan II, trasladó la cabeza de sus estados señoriales a Dueñas, villa que había recibido por merced de Juan II en 1439, en torno a la cual crea un pequeño estado señorial a través de la adquisición de múltiples villas del Cerrato palentino.
- Lope Vázquez de Acuña y Carrillo de Albornoz, que hereda la posición de su padre en Cuenca y se convierte en señor de Azañón, I conde de Viana y I duque de Huete.[7]  Fue también comendador de la encomienda santiaguista de Mérida.
- Gómez Carrillo de Acuña,[11] camarero de Juan II y señor de Jadraque (Guadalajara),[7]gracias a la dote por su matrimonio con María de Castilla por intercesión del condestable Álvaro de Luna, nieta de Pedro I y dama de la reina María de Aragón, a través de su hijo Diego de Castilla y Sandoval y su mujer Isabel de Salazar y Guzmán, hija del alcaide de Curiel (Valladolid), donde estuvo preso por su tío Enrique II. Su hijo Alonso Carrillo de Acuña se integró en la oligarquía toledana y recibió los señoríos sorianos de Caracena e Inés de los Reyes Católicos. Gómez Carrillo de Acuña se encuentra enterrado en un sepulcro gótico en el presbiterio de la catedral de Sigüenza junto a su mujer y su tío el obispo Alonso Carrillo de Albornoz. Los descendientes de esta rama serán los marqueses de Caracena, los condes de Pinto, los marqueses de Castrofuerte y los marqueses de la Vilueña y barones de Velasco
- Alonso Carrillo de Acuña (1413-1482), orientado a la carrera eclesiástica, en 1434 fue nombrado protonotario apostólico por Eugenio IV, obispo de Sigüenza en 1440 (de la que ya era administrador desde 1435) y, finalmente, arzobispo de Toledo[7][11] en 1446. Debido a su peso e influencia se convirtió en una figura clave en el conflicto sucesorio surgido en el reinado de Enrique IV, apoyando desde un primer momento al infante Alfonso y, tras la muerte de este, a su hermana Isabel, siendo el promotor del matrimonio de Isabel con Fernando II de Aragón en 1469.
- Leonor de Acuña, señora de la mitad de Portilla, fue la primera mujer de Juan de Silva y Meneses, I conde de Cifuentes[7][11] y alférez mayor de Castilla, pero murió antes de llegar a ser condesa.